# Chuyện chàng vệ sĩ và nàng siêu sao
Game Maya (tên tiếng Thái: เกมมายา, tên tiếng Việt: Chuyện chàng vệ sĩ và nàng siêu sao) là phim truyền hình Thái Lan phát sóng vào năm 2017. Phim phát sóng trên đài OneHD 31 Thái Lan từ ngày 25 tháng 05 năm 2017. Phim với sự tham gia của Puttichai Kasetsin và Warattaya Nilkuha.

## Nội dung
Pimdao (Jooy) là một siêu sao có cuộc sống rất thành công, cô chuẩn bị kết hôn với Gawin (Beam Kawee) người con nuôi của Akara - một tỉ phú sở hữu riêng của công ty cung cấp hóa chất lớn nhất. Trong mắt mọi người Pimdao và Gawin là 1 cặp đôi nhưng chẳng ai có thể biết rằng Gawin kết hôn chỉ bởi vì hắn lợi dụng danh tiếng của cô để nhờ cậy cho công việc kinh doanh sắp bị phá sản của hắn.
Cùng với ngày cưới của Pimdao, Gun (Push) - một người vệ sĩ rất giỏi, anh đang chuẩn bị đi tới hôn nhân với Ruedee (Fang) – người bạn gái lâu năm của Gun. Ruedee là một nhân viên trong công ty của Gawin nhưng mọi điều tồi tệ xảy ra khi Ruedee chết một cách thầm lặng bởi một vụ tai nạn. Anant (Dew Pattrapol) là anh trai của Ruedee đi kiếm tìm Gawin, vì anh ấy tin rằng cái chết của Ruedee là do Gawin gây ra. Lễ cưới của Pimdao và Gawin diễn ra không thuận lợi, phải trì hoãn lại vì sự mập mờ này. Sự việc này xảy ra làm cho Prapas (Jackrit Amarut) một cựu cảnh sát cũng là cha của Pimdao, ông ấy nhớ lại vì ông ấy biết rằng Akara là người đứng sau tất cả những vụ án ma túy lớn. Napa (Rachanee Siralert), mẹ của Pimdao sắp xếp lại lễ cưới, Peapas quyết định nói ra hết sự thật với bà ấy, nhưng Napa chỉ nghĩ Prapas đang dựng chuyện.
Akara biết cảnh sát đã phát hiện ra những thùng ma túy đó nên ông ta cố gắng bằng mọi cách phải làm cho Gawin kết hôn với Pimdao chỉ vì muốn lợi dụng Pimdao làm lá chắn, bảo vệ ông ta, làm Prapas không lộ bí mật về mình nhưng Prapas từ chối. Akara giận dữ, quyết định gửi người tới làm hại Prapas. Sau đó Akara để Gawin đi tìm những chứng cứ mà Peapas có được. Nhưng Gawin không thể tìm nổi một phần của những chứng cứ đó.
Sau khi Peapas chết, Pimdao luôn phải đối mặt với nhiều rắc rối đối với những người lạ mặt và luôn phải gặp những nguy hiểm nên Prim (Aum Apasiri) - quản lí riêng của Pim đã gửi cô ấy tới khóa nghệ thuật cần thiết mang tên "Bodywork" mà Gun đầu tư với Wit (Mouse Natcha), Jett (Tum Suthon) và Goi (Pim Pimjira) - chị gái của Ruedee. Goi không mấy vui vẻ bởi cô ấy không muốn Gun thân thiết lại với Pimdao.
Gun có nhiệm vụ như một huấn luyện viên và làm vệ sĩ riêng cho Pimdao bởi anh cũng muốn tìm ra nguyên nhân cái chết của người yêu trước đây vì anh tin rằng cái chết của Ruedee có liên quan tới Gawin. Pim luôn có thể thoát khỏi mọi nguy hiểm cũng nhờ vào Gun. Thời gian ở cạnh nhau với bao gần gũi và thân thiết Pim nghĩ Gun đang cố gắng tán tỉnh mình bằng mọi thứ. Cho dù cả hai lúc nào cũng cãi nhau. Bởi Gun cho rằng Pimdao là một cô gái cứng đầu, luôn bướng bỉnh, lí lẽ với anh.
Pimdao phải làm việc chăm chỉ tới mức cô ấy không còn có thời gian với Gawin cho tới khi bức hình của Gawin và một người ẩn danh xuất hiện trên báo chí và giới truyền thông. Pimdao buồn chán, cô ấy chẳng thể làm việc gì nhưng cuối cùng Pimdao cũng để Gawin tự chứng tỏ bản thân mình, khiến cho Nam (Egg Bussakorn) - bạn của Pim nổi giận bởi Narm cũng có tình cảm với Gawin.
Gawin biết Nam yêu mình, vì vậy hắn ta lên kế hoạch dùng cô ấy đi tìm những chứng cứ của Prapas. Khi Nam phát hiện Gawin chỉ lợi dụng cô ấy, vì thế cô ấy hy vọng sẽ dùng bí mật của Gawin để đe dọa hắn ta cũng bởi vì muốn quan hệ của Pimdao với Gawin đổ vỡ và mong muốn Gawin sẽ kết hôn với cô.
Khi Pim hiểu rõ mối quan hệ giữa Nam và Gawin, Pim nhanh chóng chia tay với Gawin và cắt đứt quan hệ với Nam. Cô ấy buồn về chuyện tình yêu và tình bạn của mình. Dần dần Gun và Pim đã có những cảm xúc tốt đẹp về nhau và trở thành tình yêu một cách không thể ngờ tới. Gun thu thập lại tất cả mọi thứ và biết rằng Akara là người đứng đằng sau cái chết của Prapas. Pimdao dần không cảm thấy an toàn với những gì đang diễn ra với cô, Pim quyết định hỏi Gun để biết tất cả sự thật.
Gun nói ra tất cả. Pim quyết định đi tìm Gawin vì cô cần hỏi hắn ra tất cả về sự thật cũng như những gì Gawin đang cần. Pim bị bắt và cô biết được bộ mặt thật sự của Gawin. Gun đi theo dõi để giúp đỡ Pim đồng thời cũng để quyết tâm tìm lại sự thật cái chết của bạn gái anh ngày trước khiến cho Pim hiểu rằng Gun gần gũi với cô ấy cũng chỉ vì cái chết của người yêu anh trước đây, Pim hiểu lầm về tình cảm của Gun và nghĩ rằng anh ấy chỉ lừa dối cảm xúc của cô ấy dành cho anh bao thời gian qua.
Sau tất cả mọi chuyện xảy ra Pim để Gun đi ra khỏi cuộc sống của mình. Gun buồn vì Pim hiểu lầm về anh ấy, nhưng anh quyết định ra đi dù cả hai vẫn còn có tình cảm và yêu nhau rất nhiều.. Những tổn thương đã làm cho họ không dám đối diện với cảm xúc thật sự của bản thân. Liệu sau tất cả, hai người có trở về bên cạnh nhau hay lại rời xa nhau mãi mãi..

## Diễn viên
- Puttichai Kasetsin vai Gun
- Warattaya Nilkuha vai Pimdao / "Pim" Phithakthanon
- Kawee Tanjararak vai Kawin Akruang
- Atthama Chiwanitchaphan vai Dear
- Butsakon Tantiphana vai Nam
- Natcha Jantapan vai Wit
- Pimjira Jaroenlak vai Koi
- Suton Boosarmsai vai Jett
- Apasiri Nitibhon vai Prim
- Ron Banjongsang vai Akara Akruang - bố Kawin
- Jakkrit Ammarat vai Praphat Phithakthanon - bố Pimdao
- Rachanee Siralert vai Nappa - mẹ Pimdao
- Sahatchai Chumrum vai Nai Yai
- Jirakat Suwannapap vai Sumet
- Asawapat Chindachotirat vai Pat
- Wear Sorn vai Jira
- Pitchaya Chaowalit vai Ruedee - vợ sắp cưới của Gun đã mất
- Pattarapol Kantapoj vai Anon - anh Ruedee
- Sirin Kohkiat vai Praew

## Ca khúc nhạc phim
- พูดไม่ได้สักที / Poot Mai Dai Suk Tee - Yes’Sir Days
- หรือว่าฉันรักเธอ / Reu Wah Chun Ruk Tur - Tukata Jamaporn

## Rating
- Tập 1: 1.19
- Tập 2: 1.20
- Tập 3: 0.70
- Tập 4: 0.80
- Tập 5: 0.90
- Tập 6: 0.90
- Tập 7: 0.80
- Tập 8: 1.00
- Tập 9: 1.35
- Tập 10: 1.10
- Tập 11: 1.10
- Tập 12: 1.10
- Tập 13: 1.44
- Tập 14: 1.20
- Tập 15: 1.30
- Tập 16: 1.50
- Tập 17: 1.54

Trung bình: 1.12